# Lovisa Östervall
Lovisa Östervall (* 9. März 1997) ist eine schwedische Leichtathletin, welche sich auf den Mehrkampf spezialisiert hat.

## Karriere
Am 22. Februar 2015 nahm sie am 4-mal-200-Meter-Staffelwettbewerb bei den schwedischen Hallenmeisterschaften teil und gewann als Teil der Staffel vom IFK Tumba die Bronzemedaille. Zudem nahm sie an den Siebenkampfwettbewerb bei den schwedischen Leichtathletik-Meisterschaften 2015 teil und am 6. September konnte sie vor Malin Skogström und Beatrice Lantz den Wettbewerb und ihren ersten schwedischen Meistertitel gewinnen. Zuvor hatte sie vom 16. bis 19. Juli 2015 an den Leichtathletik-Junioreneuropameisterschaften 2015, welcher in der schwedischen Stadt Eskilstuna ausgetragen teilgenommen. Beim Siebenkampfwettbewerb belegte sie den siebten Platz.
Ein Jahr später nahm sie zwischen dem 19. und dem 24. Juli an den Leichtathletik-U20-Weltmeisterschaften 2016 im Zdzisław-Krzyszkowiak-Stadion in Bydgoszcz teil. Bei dem Siebenkampfwttbewerb belegte sie direkt hinter ihrer Landsfrau Bianca Salming den fünften Platz. Bei den schwedischen Leichtathletik-Meisterschaften 2017 gewann sie hinter Bianca Salming die Silbermedaille.

## Bestleistungen
- Siebenkampf: 5723 Punkte am 22. Juli 2016 in  Bydgoszcz
- Fünfkampf: 3977 Punkte am 11. Februar 2018 in  Norrköping